# Rumble in the Bronx
Rumble in the bronx (紅番區; Hong faan kui i original) är en film från 1995 med Jackie Chan och Anita Mui i huvudrollerna.
Filmen spelades in i och omkring Vancouver under 1995 men utspelar sig i stadsdelen Bronx i New York. Rumble in the Bronx är känd för den dåliga dubbningen och för flera uppenbara filmiska misstag.[källa behövs] Trots stora brister i manus och skådespeleri[källa behövs] blev filmen relativt väl mottagen av filmkritikerna i USA, främst på grund av de välgjorda actionscenerna och Chans charmfullhet.